# Máximo Gómez
Pour les articles homonymes, voir Gómez.
Máximo Gómez (Baní 18 novembre 1836 –  La Havane 17 juin 1905) est une personnalité de la guerre d'indépendance cubaine.

## Biographie
Né en 1836 à Baní, petite ville de la République dominicaine, Máximo Gómez y Báez, devient le général en chef de l’armée de libération cubaine et le symbole de la solidarité entre les peuples antillais.
Commandant dans l’armée espagnole en 1865, il est envoyé à Cuba, où il découvre notamment la situation des esclaves. La cruauté et l’injustice avec lesquelles ils sont traités le révoltent et le transforment profondément. Il se joint dès le soulèvement de Yara, en octobre 1868, aux insurgés qui à la suite de Carlos Manuel de Cespedes se battent pour l’indépendance de Cuba. Cette première guerre dure dix ans et se termine en 1878 par la défaite des insurgés, scellée par le Pacte de Zanjón. Les Espagnols y promettent des réformes, dont plus d’autonomie pour l’île, qui restent pour la plupart lettre morte. 
Máximo Gómez doit abandonner Cuba. Il s’exile en Jamaïque, au Honduras puis au Panama, avant de revenir en République dominicaine. Le Cubain José Martí, poète et écrivain engagé, infatigable chantre de l’indépendance cubaine l’y rejoint en 1892. Il le convainc de reprendre les armes. Ensemble, ils rédigent le Manifeste de Montecristi, du nom d’une ville dominicaine à la frontière avec Haïti. 
José Martí et Máximo Gómez, ce dernier alors âgé de 60 ans, général en chef de l’armée de libération, débarquent sur les côtes cubaines en avril 1895 pour relancer la guerre d’indépendance. Martí est tué à la bataille de Dos Rios un mois plus tard. Avec Antonio Maceo, Máximo Gómez planifie et conduit victorieusement l’avancée militaire des forces indépendantistes de la région d’Oriente à celle d’Occidente (batailles de Mal Tiempo, Coliseo), maintenant en échec les troupes espagnoles pendant trois ans. Son fils, le lieutenant Francisco Gómez (connu sous le nom de Panchito), est tué le 7 décembre 1896 par une colonne espagnole, alors qu'il se tenait aux côtés d'Antonio Maceo avec l'intention de protéger le corps du général blessé. En 1898, l’intervention des États-Unis, qui établit un gouvernement militaire d’occupation, frustre Gómez et le peuple cubain de leurs idéaux d’indépendance et de justice. Quand, en 1902, Cuba obtient enfin son indépendance, Gómez refuse la présidence. Il s’éteint en 1905 à La Havane.